# Brit Awards 1993
Les Brit Awards 1993 ont lieu le 16 février 1993 à l'Alexandra Palace à Londres. Il s'agit de la 13e cérémonie des Brit Awards, présentée par Richard O'Brien. Elle est enregistrée et diffusée à la télévision sur la chaîne ITV.
C'est désormais la chaîne ITV qui assure la diffusion télévisée, succédant ainsi à BBC One.

## Interprétations sur scène
Plusieurs chansons sont interprétées lors de la cérémonie :
- Andy Bell et K.d. lang : No More Tears (Enough Is Enough)
- Madness : Night Boat to Cairo
- Peter Gabriel : Steam
- Rod Stewart : Ruby Tuesday
- Simply Red : Wonderland
- Suede : Animal Nitrate
- Tasmin Archer : Sleeping Satellite

## Palmarès
Les lauréats apparaissent en caractères gras.

### Meilleur album britannique
- Diva d' Annie Lennox
  - We Can't Dance de Genesis
  - The One d'Elton John
  - U.F.Orb de The Orb
  - Up de Right Said Fred
  - Hormonally Yours de Shakespears Sister

### Meilleur single britannique
- Could It Be Magic de Take That
  - Stay (en) de Shakespears Sister
  - A Million Love Songs de Take That
  - It Only Takes a Minute de Take That
  - Goodnight Girl de Wet Wet Wet

Note : Le vainqueur est désigné par un vote des auditeurs de BBC Radio 1. 

### Meilleur artiste solo masculin britannique
- Mick Hucknall
  - Eric Clapton
  - Joe Cocker
  - Phil Collins
  - Elton John
  - George Michael

### Meilleure artiste solo féminine britannique
- Annie Lennox
  - Tasmin Archer
  - Kate Bush
  - Siobhan Fahey
  - Lisa Stansfield

### Meilleur groupe britannique
- Simply Red
  - The Cure
  - Erasure
  - Right Said Fred
  - Shakespears Sister

### Meilleure vidéo britannique
- Stay (en) de Shakespears Sister
  - Sleeping Satellite de Tasmin Archer
  - Friday I'm in Love de The Cure
  - Take a Chance on Me de Erasure
  - Digging in the Dirt de Peter Gabriel
  - Jesus He Knows Me de Genesis
  - Walking On Broken Glass d'Annie Lennox
  - Too Funky (en) de George Michael
  - For Your Babies de Simply Red
  - All Woman de Lisa Stansfield

Note : Le vainqueur est désigné par un vote des téléspectateurs de l'émission Going Live! (en) diffusée sur BBC One.

### Meilleur producteur britannique
- Peter Gabriel
  - Trevor Horn
  - Stephen Lipson (en)
  - Paul Oakenfold et Steve Osborne
  - Pete Waterman

### Révélation britannique
- Tasmin Archer
  - Dina Carroll
  - KWS
  - Take That
  - Undercover

### Meilleur artiste solo international
- Prince
  - Enya
  - K.d. lang
  - Madonna
  - Curtis Stigers

### Meilleur groupe international
- R.E.M.
  - Crowded House
  - En Vogue
  - Nirvana
  - U2

### Révélation internationale
- Nirvana
  - Tori Amos
  - Arrested Development
  - Boyz II Men
  - Curtis Stigers

### Meilleure bande originale de film
- Wayne's World de divers artistes
  - Frankie et Johnny (Frankie and Johnny) de divers artistes
  - Mo' Money (en) de divers artistes
  - Bugsy de Ennio Morricone
  - Hook ou la Revanche du capitaine Crochet (Hook) de John Williams

### Meilleur disque de musique classique
- Concertos pour violon de Bach / Partita n°3 et Sonata n°3 (Bach) de Nigel Kennedy
  - Rossini Heroines de Cécilia Bartoli
  - Symphony N°3 de Henryk Górecki
  - Symphonie nº 9 (Beethoven) de Nikolaus Harnoncourt
  - The Protecting Veil de John Tavener

### Contribution exceptionnelle à la musique
- Rod Stewart

### Prestation scénique ayant remporté le plus de succès
- U2

## Artistes à nominations multiples
- 4 nominations :
  - Shakespears Sister
  - Take That

- 3 nominations :
  - Tasmin Archer
  - Annie Lennox

- 2 nominations :
  - The Cure
  - Erasure
  - Peter Gabriel
  - Genesis
  - Elton John
  - George Michael
  - Nirvana
  - Right Said Fred
  - Simply Red
  - Lisa Stansfield
  - Curtis Stigers

## Artistes à récompenses multiples
- 2 récompenses :
  - Annie Lennox

Note : Mick Hucknall, récompensé en solo, l'est également avec son groupe Simply Red sacré meilleur groupe britannique.   